# علاء الدين ترو
علاء الدين ترو (5 نوفمبر 1953  -)، سياسي لبناني.

## عن حياته
- تلقى علومه الابتدائية في «تكميلية برجا للصبيان»[1]، والتكميلية والثانوية في «معهد أزهر لبنان».[1][2]
- انتسب إلى الحزب التقدمي الاشتراكي في عام 1975 [1]، وتولى فيه عدة مسؤوليات سياسية وعسكرية.[1] انتخب نائبًا عن المقعد السني في قضاء الشوف وذلك في دورات أعوم 1992 و1996 و2000 و2005 و2009.[1][2]
- في 13 يونيو 2011 عين وزيرًا للمهجرين في حكومة الرئيس نجيب ميقاتي في عهد الرئيس ميشال سليمان.[2]

## حياته الأسرية
متزوج من فاطمة عدنان الخطيب، ولديهما ابنتان:
- علا.
- لين.